# Batallas (gemeente)
Batallas is een gemeente (municipio) in de Boliviaanse provincie Los Andes in het departement La Paz. De gemeente telt naar schatting 16.767 inwoners (2018). De hoofdplaats is Batallas.